# Galacho

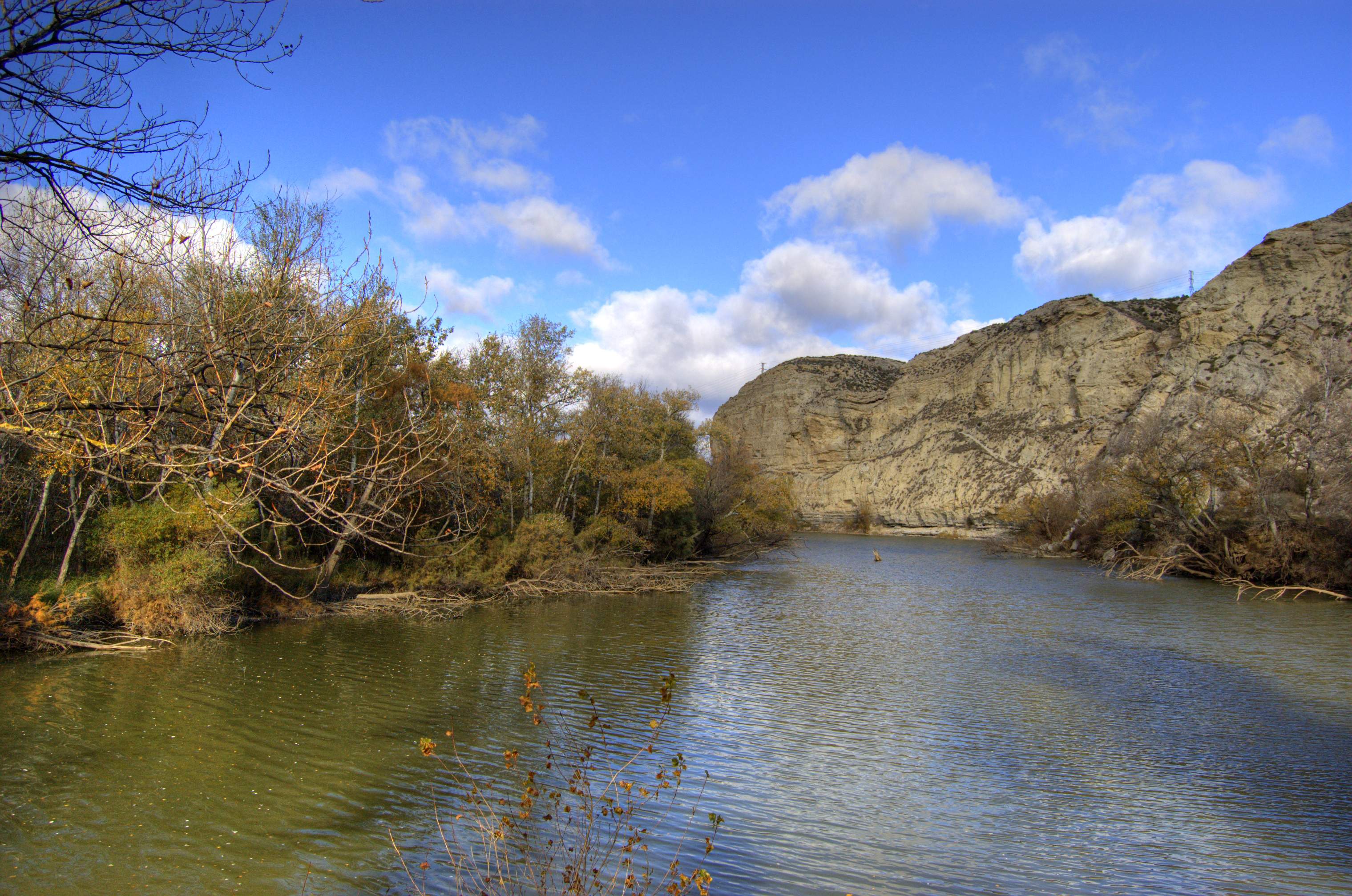
Galacho de Juslibol.

Galacho o galocho es una voz aragonesa con la que se denomina a un surco creado por la erosión de las aguas y, en los pueblos cercanos al río Ebro, a los meandros abandonados por este río. El Ebro aún mantiene buena parte de su dinámica natural.

## Formación
Los galachos se forman a partir de meandros con curvas muy cerradas. Durante una fuerte riada, el río tiene suficiente fuerza como para inundar el camino más corto, cambiando el terreno.
Cuando baja el nivel del agua, el curso del río no transcurre ya por el meandro, sino por el nuevo cauce abierto por el río, secándose con el tiempo el lago en herradura que se había formado en el meandro decapitado. 
El viejo cauce del meandro sigue conservando parte del agua en las zonas más bajas (esta agua se toma del río por filtración, durante las avenidas que vuelven a inundar el antiguo curso del río, por las precipitaciones y la que le puede llegar de otros cursos de agua), formándose un conjunto de lagunas que desaparecen lentamente debido a la invasión por vegetación (como los carrizales), la sedimentación y la colmatación.
La vegetación y la fauna del galacho es de ribera.
Desde los años 60, las avenidas no son tan grandes (debido a la regulación de los ríos). Esto ha provocado que los galachos hayan dejado de formarse.

## Galachos notables
- Galacho de La Alfranca
- Galacho de La Cartuja
- Galacho de El Burgo de Ebro
- Galacho de Juslibol.